# Wełna mineralna

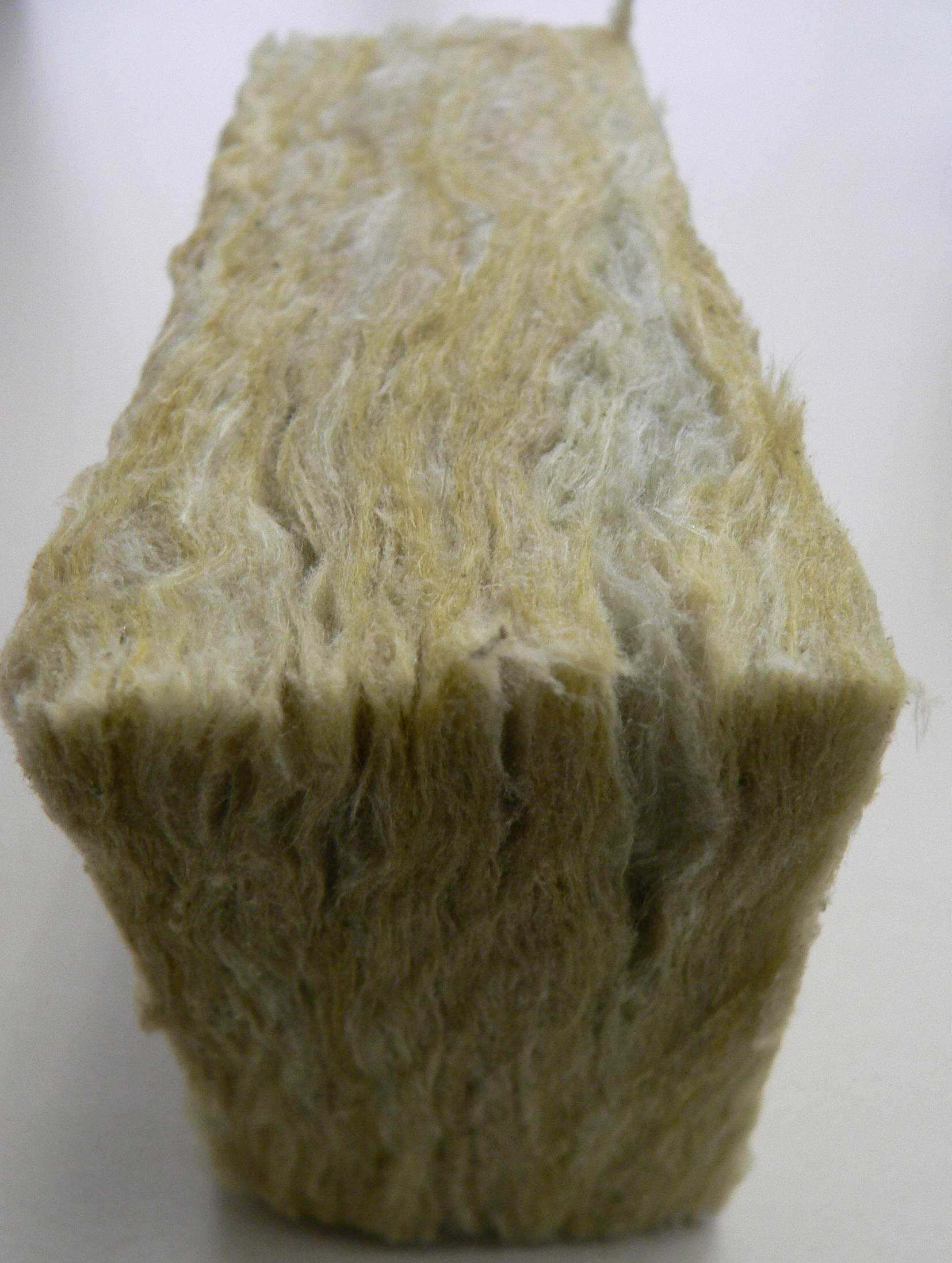
Wełna mineralna – przekrój przez blok

Wełna mineralna – materiał izolacyjny pochodzenia mineralnego, stosowany w budownictwie do izolacji termicznej i akustycznej ścian zewnętrznych i wewnętrznych, stropów, podłóg, dachów, stropodachów oraz ciągów instalacyjnych. Używana również jako rdzeń izolacyjno-konstrukcyjny w budowlanych płytach warstwowych.

## Rodzaje i produkcja
Wełna mineralna dzieli się na wełnę skalną i wełnę szklaną, obie wytwarzane z surowców mineralnych.
- Wełna skalna powstaje z bazaltu, topionego w temperaturze ponad 1400 °C.

- Wełna szklana produkowana jest z piasku kwarcowego oraz stłuczki szklanej, topionych w temperaturze około 1000 °C.

W procesie produkcji dodaje się również inne składniki mineralne, takie jak gabro, dolomit czy wapień. Stopiony surowiec jest rozwłókniany, a powstałe włókna (kamienne lub szklane) łączone są za pomocą lepiszcza. Wyroby z wełny mineralnej dostępne są m.in. w formie płyt, mat, otulin i granulatu. W przypadku wełny lamelowej włókna ukierunkowane są prostopadle do powierzchni płyty. Produkty te są hydrofobizowane, co ogranicza ich nasiąkliwość.
Gęstość wełny skalnej waha się od 20 kg/m³ (w postaci granulatu) do 180 kg/m³ (dla najtwardszych płyt), natomiast wełna szklana osiąga gęstość od 10 do 150 kg/m³.

## Właściwości
Wełna mineralna charakteryzuje się niskim współczynnikiem przewodności cieplnej (lambda, λ), wynoszącym zazwyczaj od 0,030 do 0,045 W/(m·K). Główne cechy to:
- izolacyjność cieplna
- niepalność i ognioodporność[2]
- zdolność pochłaniania dźwięków
- stabilność wymiarowa
- odporność biologiczna i chemiczna
- wodoodporność i paroprzepuszczalność

Wełna mineralna może ograniczać wpływ budynków na środowisko dzięki poprawie efektywności energetycznej oraz możliwości recyklingu i wykorzystania w projektach zrównoważonych.

## Wady
Pomimo licznych zalet, do wad wełny mineralnej zalicza się:
- higroskopijność i podatność na nasiąkanie wodą (w przypadku braku hydrofobizacji)
- większy ciężar własny w porównaniu do innych materiałów izolacyjnych, co wpływa na koszty montażu

## Wełna żużlowa
W Polsce do końca lat 80. XX wieku produkowano również wełnę mineralną z żużli wielkopiecowych. Materiał ten cechował się niższymi parametrami użytkowymi i był stosowany bezpiecznie do temperatury +600 °C. Jego gęstość wynosiła 100–150 kg/m³. Nie był hydrofobizowany, wykazywał wysoką nasiąkliwość i często zawierał zanieczyszczenia, np. siarkę. Nazywano go „wełną żużlową” w odróżnieniu od „wełny bazaltowej” (produkowanej z bazaltu).

## Bezpieczeństwo użytkowania
Kontakt ze skórą może powodować czasowe swędzenie, dlatego podczas montażu należy stosować środki ochrony osobistej, m.in. okulary ochronne przy pracy nad głową. Informacje o bezpiecznym montażu znajdują się na opakowaniach produktów.

## Geneza
Za inspirację do produkcji wełny mineralnej uznaje się obserwacje erupcji wulkanu Kilauea na Hawajach, gdzie wyrzucana lawa, chłodzona przez wiatr, tworzyła włóknistą strukturę. Miejscowe legendy interpretowały te włókna jako włosy bogini Pele, królowej wulkanu, rwane ze złości.